# Coumba Gawlo Seck
Pour les articles homonymes, voir Seck.
Coumba Gawlo  est une chanteuse griotte née en 1972 à Thiès, au Sénégal. Elle est la première chanteuse de musique moderne au Sénégal et figure parmi les rares chanteurs sénégalais qui ont obtenu un disque d'or.

## Biographie

### Ses débuts
Issue d'une famille dite Gawlo, Coumba Gawlo hérite de sa mère Fatou Kiné Mbaye d'une voix particulière et remarquée dès l'âge de 7 ans.
À 14 ans, elle gagne le concours « Voix d'or du Sénégal » au Centre Culturel Blaise Senghor avec une chanson intitulée Soweto écrite par son père en hommage à Nelson Mandela et véritable cri contre l'apartheid.
À l'âge de 20 ans, elle est découverte et produite par le producteur sénégalais Ibrahima Sylla.

### Premiers albums
1990 - 1995
Son premier album Seytané sort sous le label Syllart. Un titre éponyme avec aux arrangements, Manu Lima et certains morceaux composés par Thione Seck, et aux percussions Thio Mbaye. Cet album va la faire découvrir par le public sénégalais et la propulser parmi les valeurs sûres de la musique sénégalaise.
Coumba Gawlo produit ensuite quatre albums qui la feront connaître dans son pays tout en continuant ses études.
1998
La consécration internationale viendra avec l'album Yo Male enregistré avec le chanteur français Patrick Bruel. Dans cet album, Coumba Gawlo chante plusieurs reprises parmi lesquelles Pata Pata, le succès international de Miriam Makeba.
2000
Dans son album Sa Lii Sa Léé, le titre Bine Bine   rend hommage à la sensualité de la femme sénégalaise qui sait séduire sans vulgarité.

### Récompenses
Coumba Gawlo est récompensée en:
- 1986:

1. «Voix d'or du Sénégal» pour la chanson titrée ' Soweto'

- 1995:

1. "Biddeew" (Etoiles) de la meilleure chanteuse moderne
2. "Biddeew" (Etoiles) de la meilleure production
3. "Biddeew" (Etoiles) du meilleur clip

- 1998: Son album Yomalé lui a valu un double  disque d'or(Belgique) et de platine(France)
- 1999:

1. Tube de l'été en France pour Pata Pata
2. Disque de platine en France pour Pata Pata
3. « Kora Awards » « Meilleur espoir féminin de la musique africaine » pour Pata Pata

- 2001:

1. « Kora Awards » « Meilleure artiste féminin africaine » pour Sa Lii Sa Léé[3]
2. « Kora Awards » « Meilleure artiste de l'Afrique de l'Ouest » pour Sa Lii Sa Léé

- 2002:

1. Marraine du Haut commissariat des Nations unies pour les réfugiés

### Chanteuse engagée
Elle intègre dans la foulée le club des Enfoirés en 1999 et chante pour les pauvres. Directrice de la Fondation Lumière pour l'Enfance, Coumba Gawlo œuvre en faveur des enfants malades, déshérités et de la condition des femmes.
Son engagement pour la cause des enfants et des femmes, des démunis, la conduit à être nommée « Ambassadrice de bonne volonté » du Programme des Nations unies pour le Développement PNUD,, elle est allée avec le PNUD faire une sensibilisation avec sa musique et sa bonne volonté jusqu'à Bouaké, la ville où il y a eu les affrontements entre rebelles et force gouvernementale en Côte d'Ivoire pour y jouer dans le but  de l'instauration de la paix définitivement entre le Nord et le Sud.
Sur proposition de Coumba Gawlo, un concert baptisé Africa for Haïti s'est tenu le 6 mars 2010 au stade Léopold Sédar Senghor. Cette manifestation a vu la participation de nombreux chanteurs africains : Koffi Olomidé Youssou Ndour, Oumou Sangaré, Wasis Diop, Sékouba Bambino, Lokua Kanza, Papa Wemba, Alpha Blondy, Omar Pène, Baba Maal, Aïcha Koné, Idrissa Diop, Ismaël Lo et bien d'autres.
Déplorant le peu d'actions provenant du continent africain en direction du «peuple haïtien meurtri», l'ambassadrice de l'Unicef a estimé que ce projet est « un symbole pour montrer combien, malgré nos maigres ressources et moyens en Afrique, nous sommes capables d'être solidaires et d'apporter notre contribution à la reconstruction d'Haïti ». Les artistes africains invités vont enregistrer une chanson commune écrite par Lokua Kanza à la demande de Coumba Gawlo.
Elle chante lors de la finale de la Coupe d'Afrique des nations de football 2017 à Libreville au Gabon. Pour l'occasion, elle compose la chanson "Pour nos sœurs et pour nos mères" une chanson  en hommage à la lutte contre le cancer, qu'elle interprète avec les artistes Rokia Traoré du Mali, Josey de la Cote d'Ivoire, Pamela Badjogo du Gabon et Charlotte Dipanda du Cameroun.

## Discographie
- 1990 : Seytané
- 1991 : Xalis [7]
- 1992 : Accident
- 1994 : Deweneti
- 1995 : Kor Dior
- 1996 : Aldiana (Syllart) [8]
- 1996 :  Coumba Gawlo
- 1997 : Amine
- 1998 : Yo Malé [9]
- 1998 : Fa Fa Fa Fa Fa
- 1999 : Pata Pata [10]
- 2000 : Sa Líí Sa Léé
- 2001 : Crazy Mbalax
- 2002 : Ma Yeur Li Nga Yor
- 2003 : Gawlo & Diego
- 2004 : Takussan: Live in Dakar 1 et 2
- 2005 : Dewenëty Show
- 2006 : Dieureudieuf
- 2010 : Ma Djinn
- 2013 : 23 ans de succès
- 2015 : Sen Gawlo yeksina
- 2018 : Terrou Waar